# Мандрыкино (станция)
Мандры́кино (укр. Мандрикіне) — линейная станция Донецкой железной дороги. Находится в Петровском районе города Донецка. Названа по фамилии дворян Мандрыкиных, на землях которых находилась станция.

## История станции
- 1872 год — открыта первая очередь Константиновской железной дороги (Константиновка — Юзово — Еленовка), одной из линейных станций которой стало Мандрыкино.
- 1880 год — Константиновская железная дорога присоединена к Донецкой Каменноугольной.
- 1882 год — Константиновская линия продлена до Мариуполя; в 1887 году из Мариупольского порта был отправлен первый уголь.

## Пригородное сообщение по станции
По состоянию на август 2019 года станция обслуживает поезда по направлениям Донецк—Еленовка и Донецк—Мандрыкино.